# Истребитель пятого поколения
Истреби́тель пя́того поколе́ния — новое поколение истребителей. Поиски облика истребителя пятого поколения начались в середине 1970-х годов в СССР и США, когда машины четвёртого поколения — такие как Су-27, МиГ-29, F-14 и F-15 — ещё только делали первые шаги. К работе были привлечены ведущие отраслевые научные центры и ОКБ. Истребители пятого поколения обладают элементами стелс-технологии малозаметности.
К 2021 году принятыми на вооружение истребителями пятого поколения являются американские F-22 Raptor (2005), F-35A/B (2015), F-35C (2019), китайский J-20 (2017) и российский Су-57 (2020). Лётные испытания проходят ещё несколько истребителей: TF-X KAAN(Турция),
J-31 (Китай), X-2 (ATD-X) (Япония) . В разработке находятся ещё несколько.

## Требования к истребителю пятого поколения
Новые самолёты должны были иметь значительно более высокий боевой потенциал, чем их предшественники.
Основные характеристики истребителей пятого поколения:
- широкие атакующие возможности;
  - многофункциональность, то есть высокая боевая эффективность при поражении воздушных, наземных и надводных целей;
  - способность вести обстрел целей при движении со сверхзвуковыми скоростями;
  - способность осуществлять всеракурсный обстрел целей в ближнем воздушном бою, а также вести многоканальную ракетную стрельбу при ведении боя на большой дальности;
- кардинальное уменьшение заметности самолёта в радиолокационном и инфракрасном диапазонах в сочетании с переходом бортовых датчиков на пассивные методы получения информации, а также на режимы повышенной скрытности;
- наличие оптико-локационной станции;
- высокие лётные качества;
  - полёт на сверхзвуковых скоростях без использования форсажа;
  - аэродинамика и бортовые системы должны обеспечивать возможность изменения угловой ориентации и траектории движения самолёта без сколько-нибудь ощутимых запаздываний, не требуя при этом строгой координации и согласования движений управляющих органов;
  - самолёт должен «прощать» грубые погрешности пилотирования в широком диапазоне условий полёта;
  - высокий боевой потолок (максимальная высота полёта);
- наличие встроенных средств активной защиты от ракет с инфракрасным наведением (в виде лазерных систем);
- высокая автоматизация систем;
  - автоматизация управления бортовыми информационными системами и системами помех;
  - повышенная боевая автономность за счёт установки в кабине одноместного самолёта индикатора тактической обстановки с возможностью микширования информации (то есть одновременного вывода и взаимного наложения в едином масштабе «картинок» от различных датчиков), а также использования систем телекодового обмена информацией с внешними источниками;
  - самолёт должен быть оснащён автоматизированной системой управления на уровне решения тактических задач, имеющей экспертный режим «в помощь лётчику».

## Различия российских и американских концепций

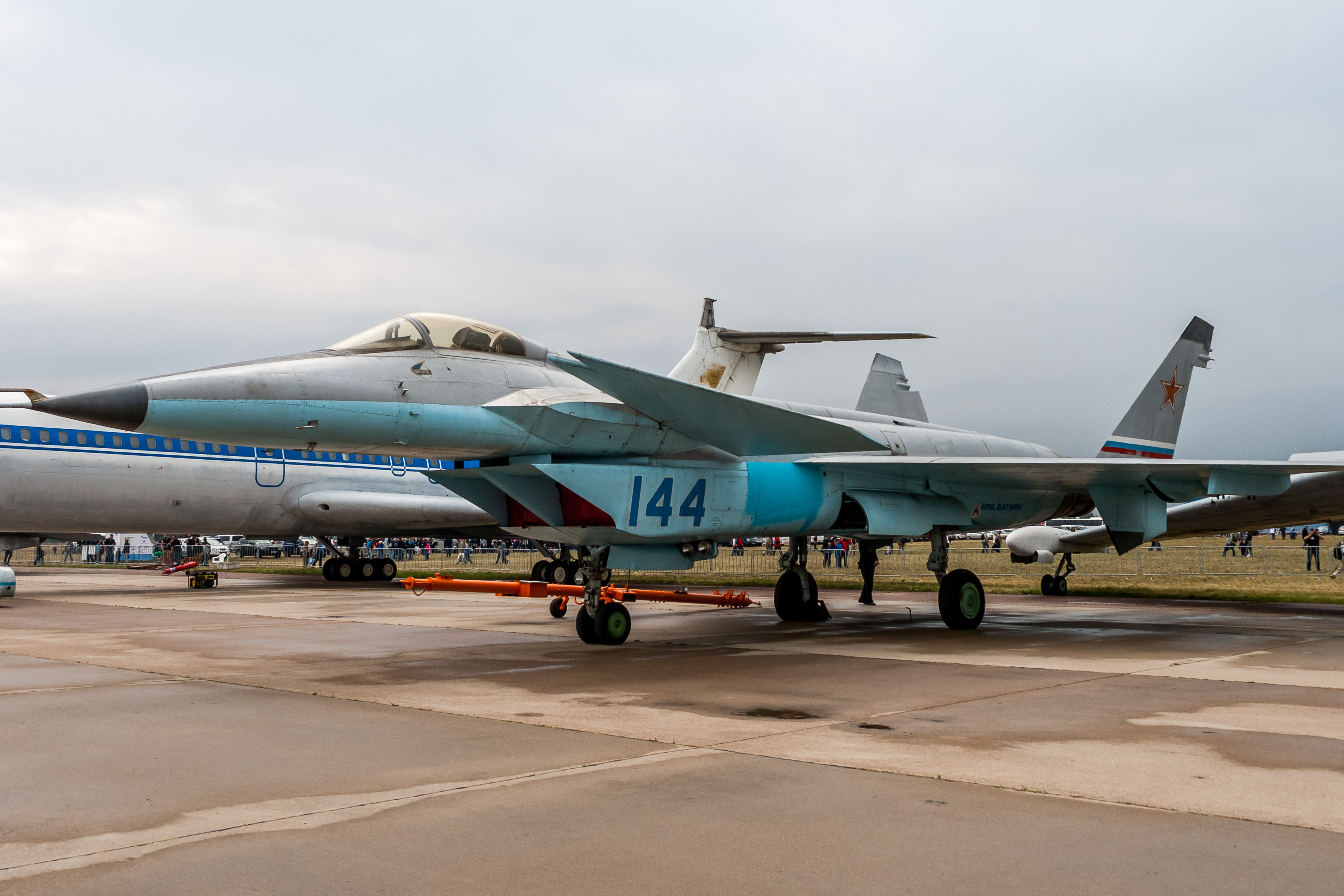
МиГ 1.44

Одним из важнейших требований к российскому истребителю пятого поколения является сверхманёвренность — способность самолёта сохранять устойчивость и управляемость на закритических углах атаки с высокими перегрузками, обеспечивающая безопасность боевого маневрирования, а также способность самолёта к изменению положения относительно потока, позволяющая наводить оружие на цель вне вектора текущей траектории.

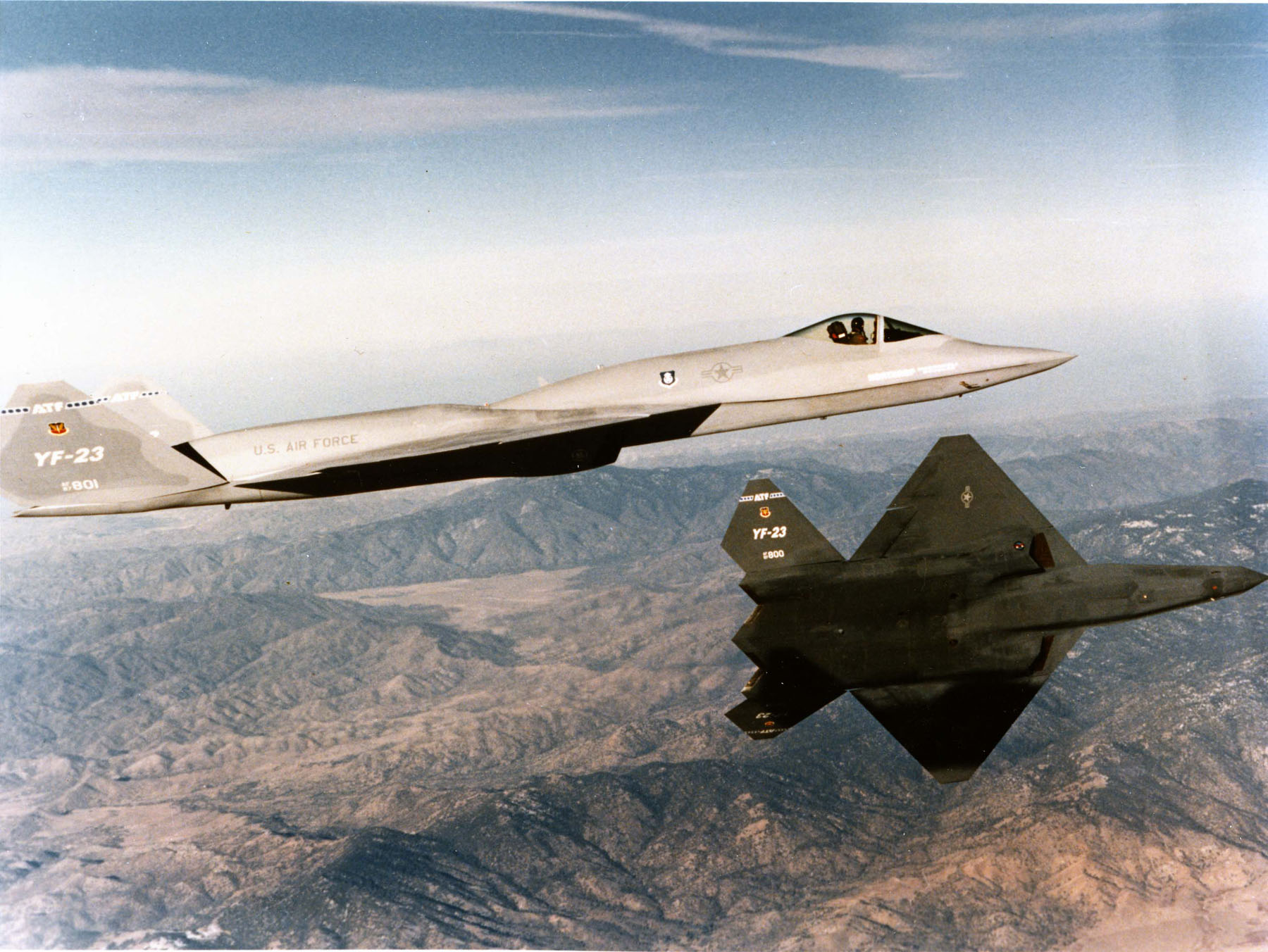
Оба прототипа YF-23 в полёте

Сверхманёвренность первоначально фигурировала и в требованиях к американскому истребителю пятого поколения. Однако в дальнейшем, после ряда экспериментальных исследований, американцы предпочли сконцентрировать внимание на общей динамичности боевой системы истребителя. Отказ ВВС США от достижения сверхманёвренности в абсолютной мере мотивировался, в том числе, быстрым совершенствованием авиационного вооружения: появление высокоманёвренных всеракурсных ракет, нашлемных систем целеуказания и новых головок самонаведения позволяло отказаться от обязательного захода в заднюю полусферу противника. Предполагалось, что воздушный бой теперь будет вестись на средних дальностях с переходом в манёвренную стадию лишь в крайнем случае, «если что-то сделано не так». Сниженная радиолокационная заметность позволяет реализовать задуманную цель — «первым увидел — первым сбил», что также делает отказ от сверхманёвренности вполне оправданным. 
С другой стороны, постепенное исчезновение американской «монополии» на истребители пятого поколения указывает на важность сверхманёвренности для истребителей пятого поколения, так как при встрече двух малозаметных истребителей (считая возможности их радиолокационных станций одинаковыми) тактика ведения боя будет возвращаться к прошлым поколениям .

## Американские самолёты

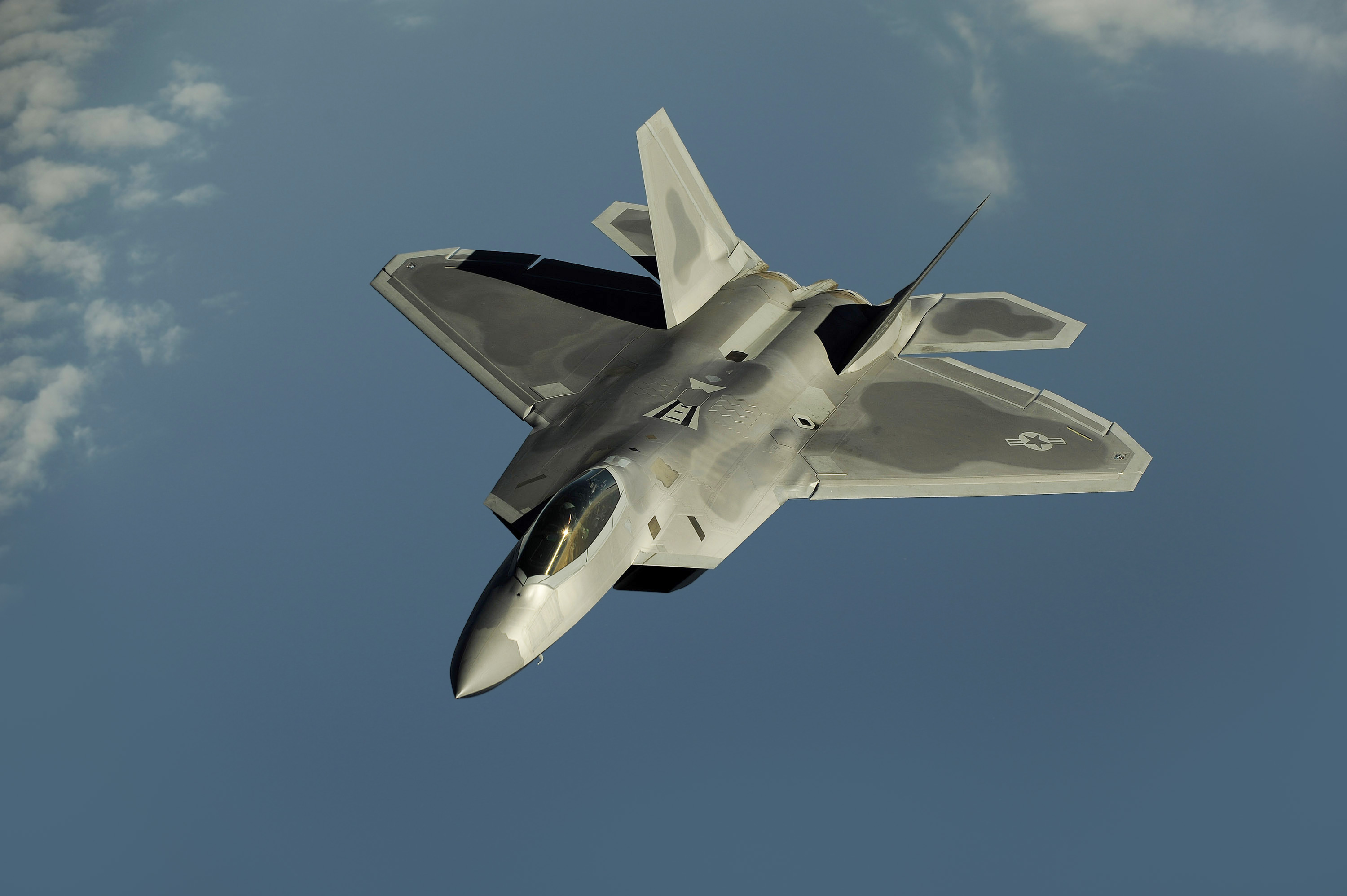
F-22 Raptor в полёте

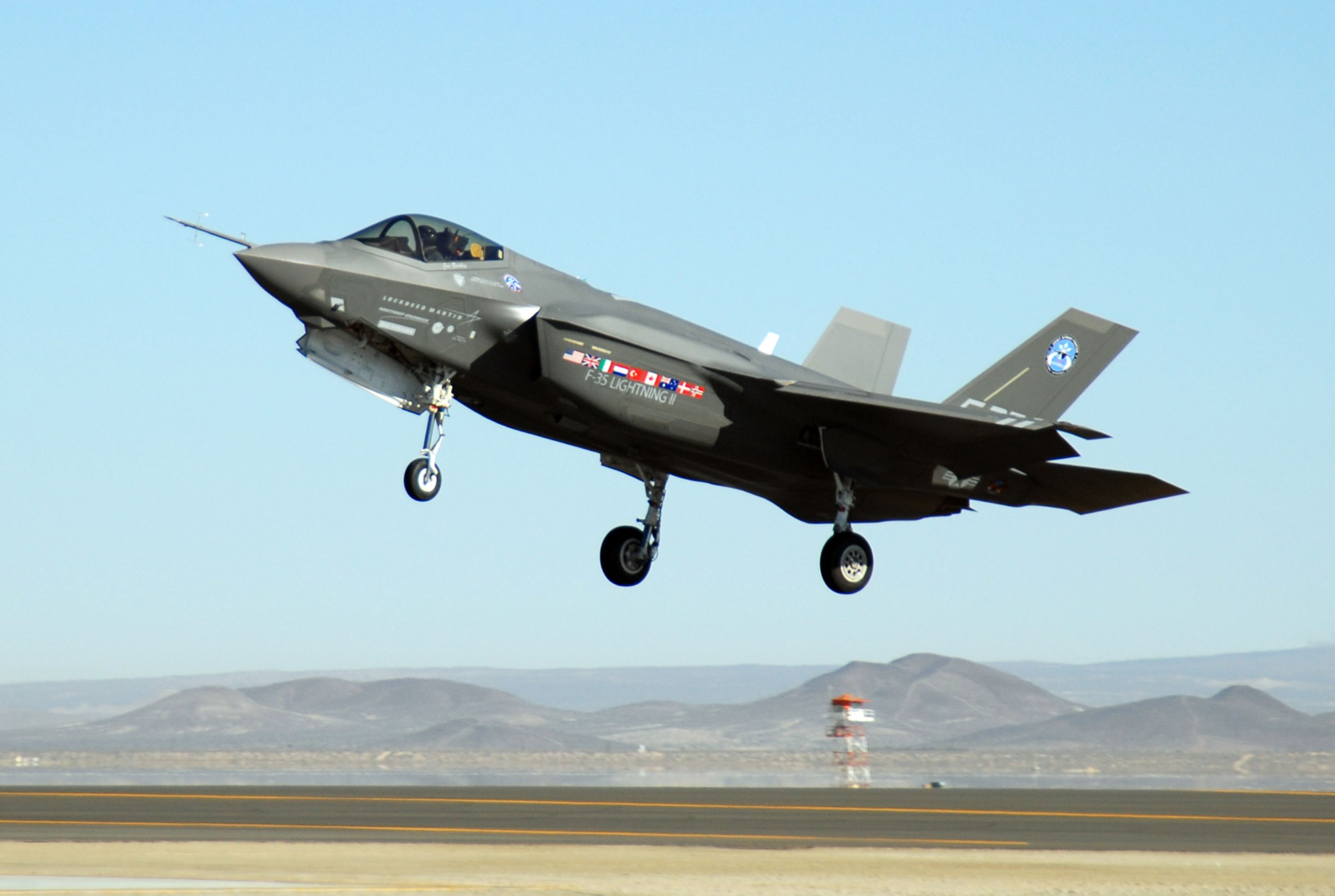
F-35 на взлёте

В 1980-е годы ВВС США объявили конкурс на создание самолёта ATF (Advanced Tactical Fighter), 
призванного заменить F-15. На первом этапе были отобраны фирмы Локхид и Нортроп, которые построили по два экземпляра предложенных ими самолётов — Локхид F-22 и Нортроп YF-23. При этом один экземпляр каждой машины был оснащён двигателями Дженерал Электрик YF120, а другой — Пратт-Уитни YF119. Оба самолёта впервые поднялись в воздух в 1990 году. По итогам испытаний ВВС США в апреле 1991 года объявили о победе в конкурсе YF-22 с двигателями Пратт-Уитни.
Поставки серийных машин начались в 2003 году. Первая эскадрилья F-22 вступила в строй 15 декабря 2005 года.
Кроме F-22, в США по программе JSF разработан и принят на вооружение с 2015 года более лёгкий однодвигательный истребитель F-35 «Лайтнинг» II в трёх вариантах — обычный, с вертикальным взлётом и с укороченным взлётом и посадкой — для ВМС США.

## Китайские самолёты

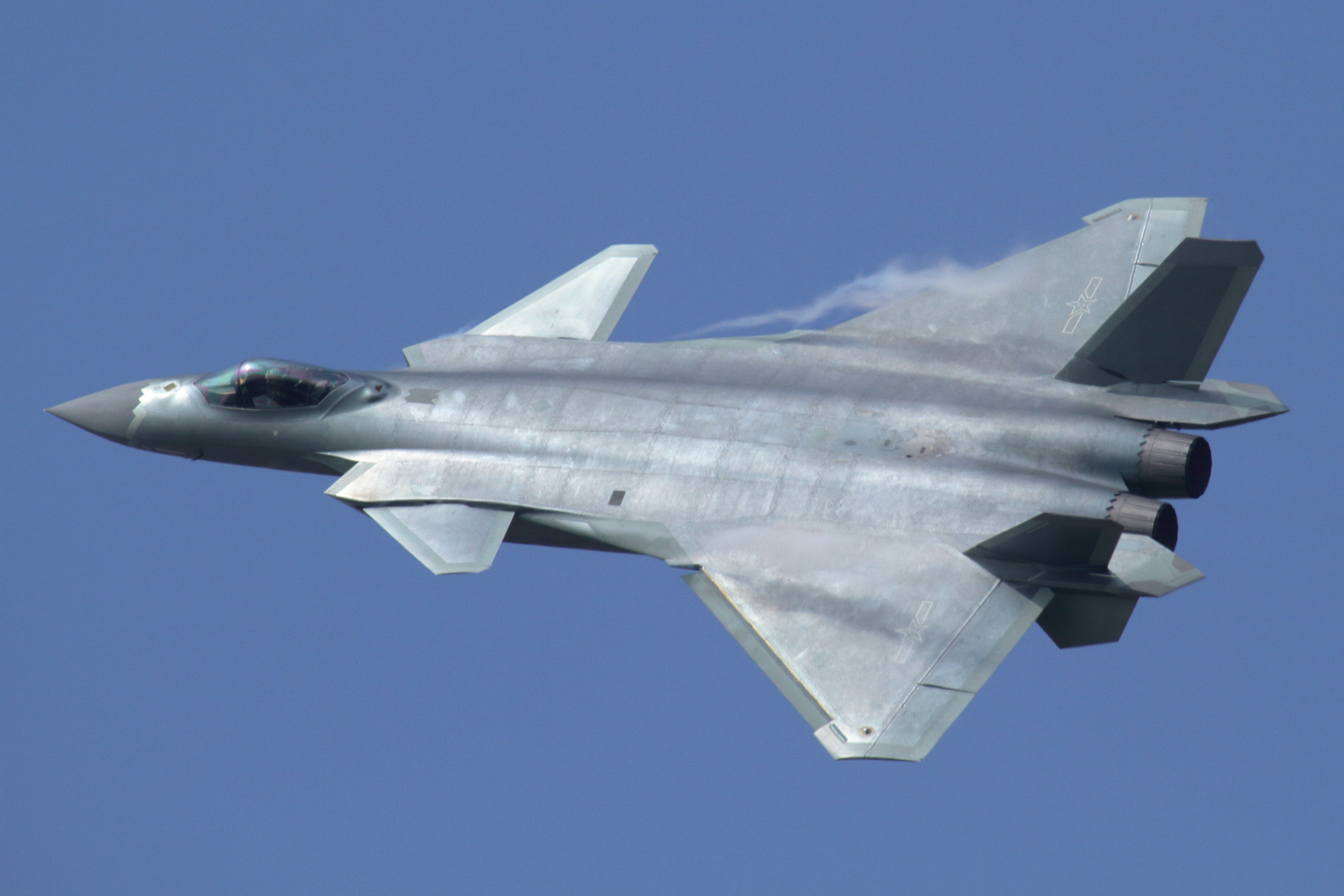
J-20 в полёте

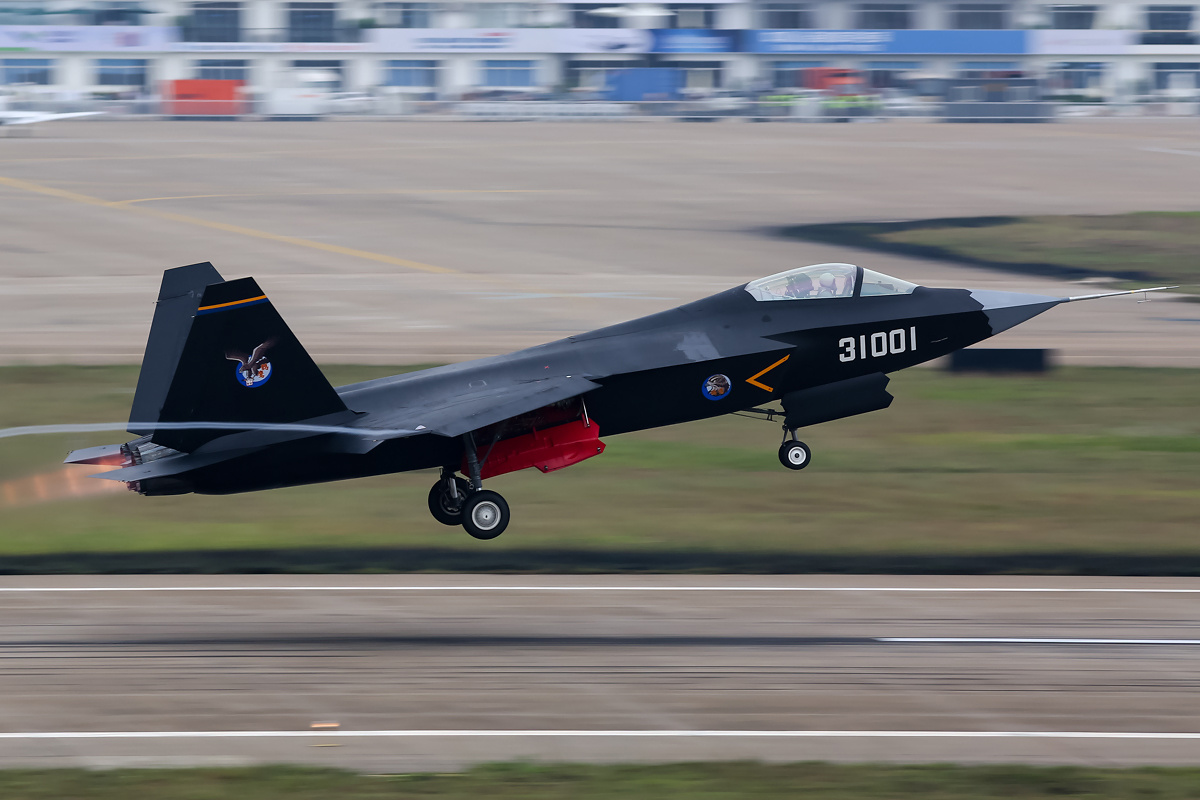
J-31 на взлёте

Авиапром Китая работает над двумя проектами истребителя пятого поколения. 
Истребитель Chengdu J-20 впервые поднялся в воздух 11 января 2011 года. В марте 2017 года объявлено, что встали в строй первые самолёты J-20, который, таким образом, стал первым неамериканским истребителем пятого поколения, принятым на вооружение.
Прототип истребителя по другому проекту — Shenyang J-31 — совершил первый полёт  31 октября 2012 года. Первые его фотографии появились 15 сентября 2012 года с бортовым номером «31001».
По данным американского центра воздушной и космической разведки (NASIC) предполагалось, что Китай может поставить на вооружение свой истребитель пятого поколения уже в 2018 году[прояснить](уже принят).

## Советские и российские самолёты
ОКБ Сухого создало прототип истребителя Су-47 «Беркут».

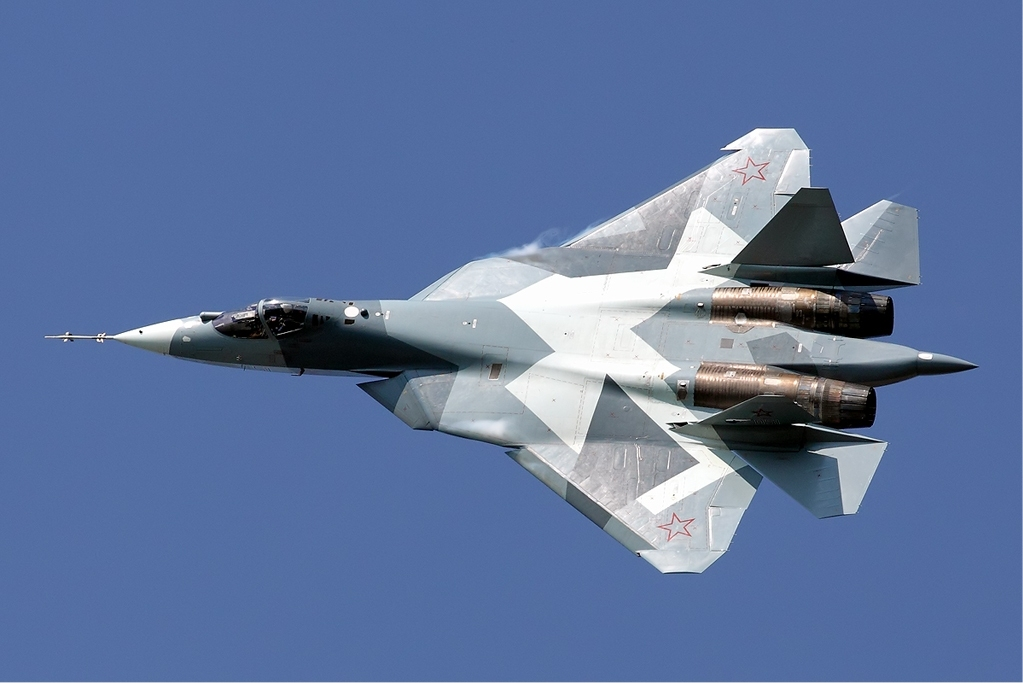
Су-57 в полёте

МАПО МиГ с начала 1980-х годов готовило проект, известный как «1.44». Первый полёт «1.44» (также его иногда называют МФИ) состоялся 29 февраля 2000 года на аэродроме в ЛИИ им. М. М. Громова в Жуковском. Самолёт пилотировал лётчик-испытатель Герой России В. Горбунов. По словам лётчика, «полёт, которого мы все так ждали, прошёл на удивление буднично. Машина вела себя послушно, хотя очевидно, что по своим пилотажным качествам это принципиально новый самолёт. Так что вся работа ещё впереди». 27 апреля 2000 года «1.44» совершил второй 22-минутный испытательный полёт. В полёте был проведён ряд испытаний самолётных и двигательных систем, кроме того, в отличие от первого полёта, на истребителе выпускалось и убиралось шасси. Из-за недостаточного финансирования в 1990-е годы технологии, применявшиеся на новом истребителе, стали устаревать и все больше уступать американским. Под действием экономических, политических и других факторов программа была закрыта. 
В июне 2015[прояснить] года на авиасалоне в Ле-Бурже гендиректор Российской самолётостроительной корпорации (РСК) «МиГ» Сергей Коротков сообщил о том, что РСК «МиГ» продолжает работать над лёгким истребителем пятого поколения, хотя не имеет соответствующего заказа. В качестве платформы для лёгкого истребителя пятого поколения «МиГ» рассматривается модель МиГ-35.
В дальнейшем выполнением проекта истребителя пятого поколения занималось ОКБ Сухого, проект имел полное название «Перспективный авиационный комплекс фронтовой авиации» (ПАК ФА), его платформа получила название «Т-50». Первый полёт новый истребитель совершил 29 января 2010 года. Всего в КнААПО было выполнено 6 полётов, после чего истребитель был транспортирован в ЛИИ им. Громова, где было выполнено ещё два испытательных полёта. 
В марте 2011 года к первому лётному образцу (б/н 51) присоединился второй лётный экземпляр (б/н 52), имеющий некоторые доработки относительно первого прототипа; 14 марта 2011 года в ходе испытаний самолёт впервые преодолел звуковой барьер. 3 ноября 2011 года состоялся сотый полёт по программе испытаний. 22 ноября 2011 года в Комсомольске-на-Амуре первый полёт совершил третий самолёт Т-50. Всего перед началом серийного производства планируется выполнить не менее 2000 испытательных полётов.

Установочная партия авиационного комплекса пятого поколения должна была быть поставлена министерству обороны в 2013 году, а с 2015 года должны были начаться серийные закупки.
В декабре 2020 в ВКС поступил первый серийный истребитель Су-57.

## Японский самолёт

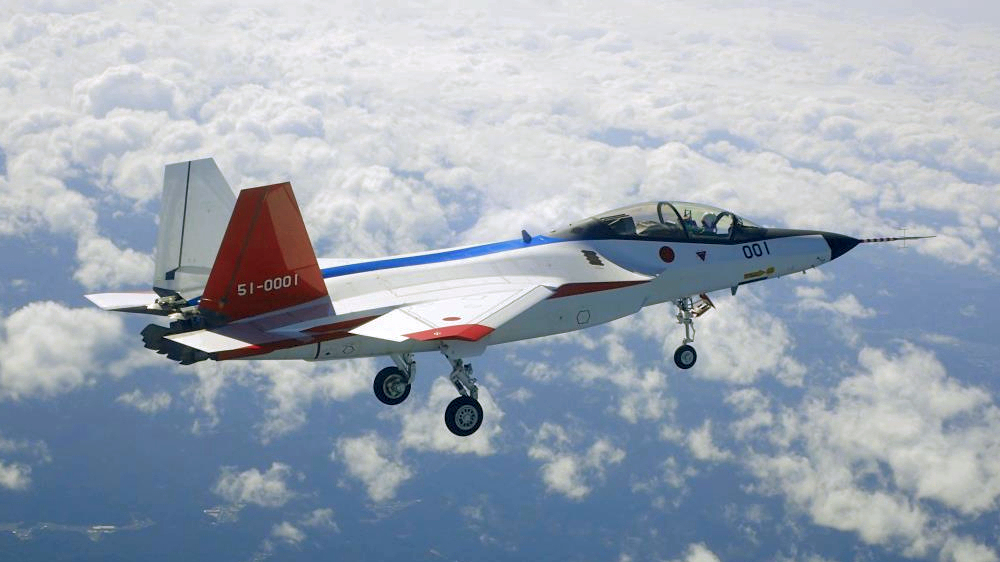
X-2 (ATD-X) Shinshin в первом полёте

В Японии в 2004 году было принято решение о создании собственного истребителя пятого поколения X-2 (ATD-X) Shinshin, построенного с применением технологии малозаметности. В 2006 году этот проект получил статус перспективной разработки, которая по завершении может быть принята на вооружение. Разработкой Shinshin занимается японская компания Mitsubishi.
Как ожидается, в Shinshin будет использовано несколько технологий малозаметности, включая рассеивающую геометрическую форму, радиопоглощающие материалы и широкое применение композитов. В перспективном истребителе будет реализована технология оптико-волоконной системы дистанционного управления с многократным дублированием каналов обмена данными. Такое решение позволит сохранить управление самолётом в случае повреждения одной из подсистем, а также в условиях радиоэлектронного подавления. В середине 2000-х годов сообщалось, что в ATD-X планируется реализовать технологию самовосстановления управления полётом (SRFCC, Self Repairing Flight Control Capability). Это означает, что бортовой компьютер истребителя будет автоматически определять полученные повреждения и перенастраивать работу системы управления полётом за счёт включения в цепь резервных исправных подсистем. Кроме того, предполагается, что компьютер также будет определять степень повреждения различных элементов конструкции самолёта — элероны, рули высоты, рули направления, поверхность крыльев — и корректировать работу оставшихся целых элементов, чтобы практически полностью восстановить управляемость истребителем.
В апреле 2010 года правительство Японии объявило тендер на поставку реактивных двигателей для прототипов ATD-X Shinshin. Согласно требованиям, реактивные двигатели должны обладать тягой в 44-89 килоньютонов в бесфорсажном режиме. Силовые установки планируется доработать для установки на них системы всеракурсного управления вектором тяги, который планируется реализовать не при помощи подвижного сопла, а при помощи трёх широких пластин. Такая технология была впервые реализована в США в 1990 году на самолёте Rockwell X-31. Импортные двигатели будут использованы только для испытания прототипов, а серийные истребители получат двигатели XF5-1 разработки японской компании Ishikawajima-Harima Heavy Industries.
8 марта 2011 года генерал-лейтенант Хидеюки Есиоки, руководитель отдела развития перспективных систем ВВС самообороны министерства обороны Японии, заявил, что испытания первого прототипа ATD-X запланированы на 2014 год. По оценке западных экспертов, в случае, если Япония не откажется от реализации программы Shinshin, новый самолёт сможет поступить в войска в 2018—2020 году.
Правительство Японии официально объявило 20 декабря 2011 года, что в качестве нового основного боевого самолёта своих ВВС выбрало истребитель пятого поколения F-35. Такое решение принято на состоявшемся в Токио заседании Совета национальной безопасности под председательством премьер-министра страны Есихико Ноды. В бюджет на 2012 финансовый год заложены предварительные расходы на закупку первых четырёх F-35. Всего Япония намерена приобрести не менее сорока таких самолётов. В дальнейшем речь может идти и о более крупной партии, поскольку Токио придётся постепенно полностью заменять на новые машины все 200 имеющихся у Японии F-15.

## Самолёты других стран

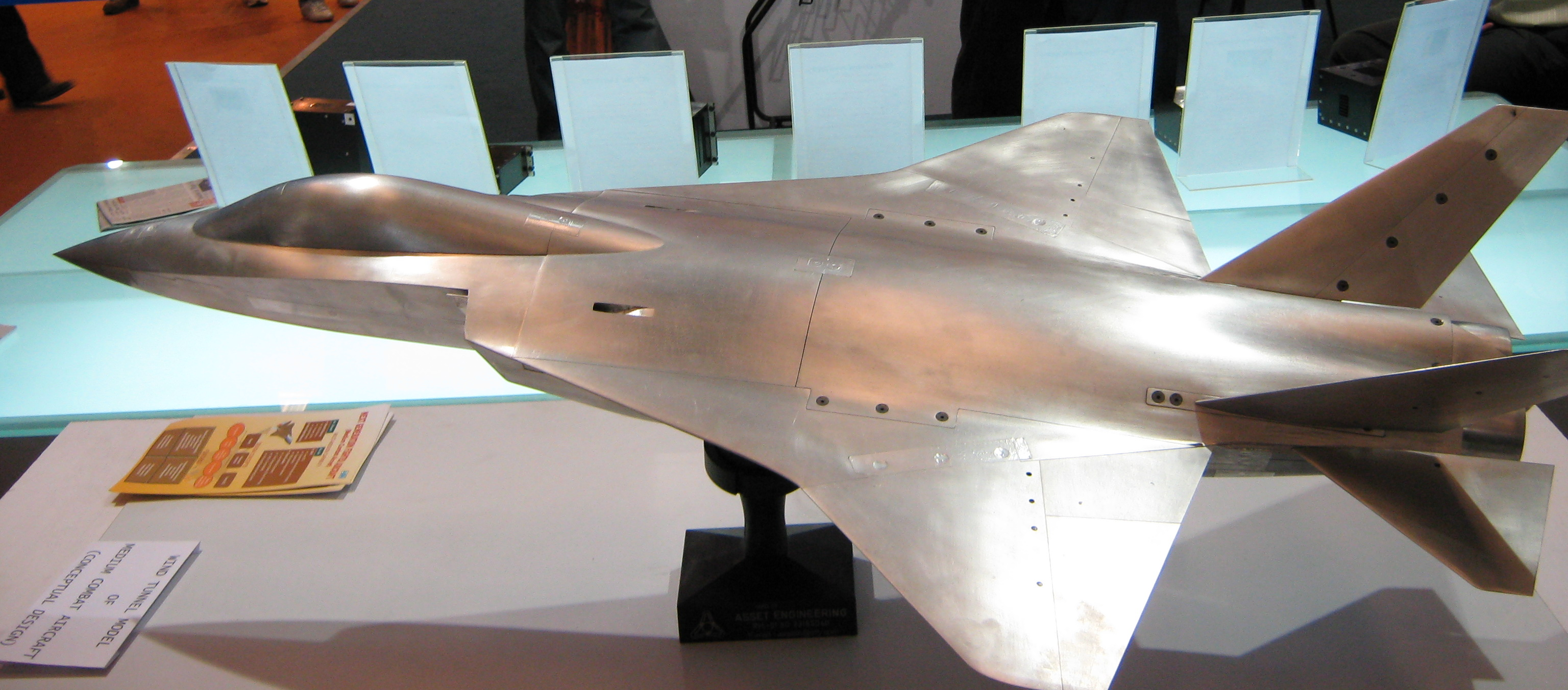
HAL AMCA, макет

Индия проводит совместную с Россией разработку модернизированного истребителя пятого поколения для обеих стран. Бортовые дисплеи и другую электронику проектирует Индия, а остальную часть самолёта — Россия. Параллельно Индия ведёт разработку собственного истребителя пятого поколения HAL AMCA и планировала завершить её в 2018 году.
Южная Корея заявила о реализации программы создания собственного малозаметного истребителя KAI KF-X, который будет создан совместно с Индонезией. Как ожидалось, южнокорейский самолёт KAI KF-X поколения «4++/5» с элементами стелс-технологии малозаметности был принят на вооружение после 2020 года.
Иран разрабатывает свой первый такой самолёт IAIO Qaher-313, который также именуют как стелс. Опытный образец был представлен в 2013 и 2017 годах.
Швеция имеет в разработке такой истребитель как SAAB Flygsystem 2020.
Турция также занимается разработкой собственного такого истребителя как TF-X.